# 바브 와이어
《바브 와이어》(영어: Barb Wire)는 미국에서 제작된 데이비드 호건 감독의 1996년 슈퍼히어로 영화이다. 패멀라 앤더슨 등이 출연하였고, 토드 모이어 등이 제작에 참여하였다.

## 출연
- 패멀라 앤더슨
- 테무에라 모리슨
- 빅토리아 로웰
- 잭 노즈워디
- 잰더 버클리
- 우도 키어
- 니컬러스 워스
- 클린트 하워드
- 스티브 레일즈백

## 기타 제작진
- 라인 제작: 로버트 델밸리
- 배역: 릭 몽고메리, 댄 퍼라다
- 의상: 로재나 노턴

## 사운드트랙
공식 사운드트랙은 1996년 발매되었다.
1. "Planet Boom" - 토미 리, 패멀라 앤더슨 - 3:58
2. "She's So Free" - 조넷 너폴리타노 - 2:54
3. "Spill the Wine" - 마이클 허친스 - 5:51
4. "Word Up!" - 건 - 4:17
5. "Don't Call Me Babe" - 샴푸 - 2:58
6. "Hot Child in the City" - 해그피시 - 2:34
7. "Let's All Go Together" - 매리언 - 3:09
8. "Dancing Barefoot" - 다이 치어리더 - 3:50
9. "Scum" - 미트 퍼피츠 - 5:38
10. "Ça plane pour moi" - 미스터 에드 점프스 더 건 - 2:33
11. "None of Your Business (Barb Wire Metal Mix)" - 솔트앤페파 - 3:33